# Frances Northcutt
Frances Marian 'Poppy' Northcutt (Many, 10 de agosto de 1943) es una matemática, ingeniera de la NASA y abogada estadounidense especializada en los derechos de las mujeres. Comenzó su carrera profesional como calculadora humana y luego como ingeniera del personal técnico del Programa Apolo de la NASA durante la carrera espacial. Fue la primera mujer ingeniera en trabajar en el Centro de control de misión de la NASA durante el Apolo 8. El cráter lunar 'Poppy' fue nombrado así en su honor por su trabajo y por ser pionera en el Programa Apolo.
Más adelante, Northcutt se convirtió en abogada especializada en los derechos de las mujeres. A principios de la década de 1970, fue miembro de la Junta Directiva nacional de la Organización Nacional de Mujeres. Aunque no dice haber experimentado tanto sexismo en su lugar de trabajo como otras mujeres, su experiencia le hizo ver las dificultades y la discriminación que enfrentaban las mujeres. Esto, y la nuevo ola de feminismo en Estados Unidos que se produjo en la época, le hizo interesarse por esta causa y por tomar el camino de las leyes como medio para liberar a las mujeres. Fue miembro de la Junta Directiva Nacional de la Organización Nacional de mujeres, y trabaja como voluntaria en varias organizaciones de Houston que abogan por los derechos del aborto.

## Biografía
Northcutt nació en Luisiana, creció en Luling, Texas, y luego se mudó a Dayton, Texas. Asistió a la escuela secundaria de Dayton High School en Liberty County y luego estudió matemáticas en la Universidad de Texas en Austin.
El mote de "Poppy" viene de su hermano pequeño, quien, no impresionado con el tamaño de su hermana y tras leer un libro para niños titulado "Poppy the Four Inch Fairy", acabó poniéndole ese mote a su hermana. Su padre trabajaba en tuberías, mientras que su madre se dedicaba al trabajo en el hogar. Cuando se graduó en Dayton High School, Liberty County, no estaba segura de lo que quería ser, pero sí de lo que no quería: esposa, enfermera, maestra o secretaria. Se graduó en 4 años, aunque en la práctica fueron 3 años y medio, ya que, sufrió un accidente de coche y tuvo que perder por lo menos un semestre completo o tal vez dos.
Decidió estudiar matemáticas en la Universidad de Texas, porque era buena en eso y porque era un campo dominado por hombres, lo que le reportaba ventajas como tener un mejor sueldo y evitar el trabajo habitual destinado a las mujeres. Poco después de graduarse entró a trabajar en una compañía aeroespacial, TRW Systems, la cual colaboraba con la NASA en el programa Apolo. TRW diseñó y construyó el motor de descenso para el aterrizaje lunar del Apolo. Además, también se encargaba del desarrollo de programas de computación para calcular las trayectorias en las misiones a la Luna. De esta manera, como ella dice, comenzó a trabajar en "cosas de Apolo".
Al principio, su papel o rol era de "computadora humana", como se conocía a las mujeres que hacían los cálculos más monótonos y a las que se les podía pagar mucho menos que a los hombres. Los empleadores solo podían pagar 54 horas por semana a estas mujeres, pero Northcutt trabajaba entre 60 y 70 horas a la semana para poder ser promocionada y ser parte del equipo. Como se muestra en la película "Figuras ocultas" de 2016, estas mujeres se dedicaban a realizar los cálculos matemáticos pedidos por los hombres, permaneciendo siempre en la sombra. En una entrevista con la revista Time, Northcutt afirma que el nombre de "computadoras o computrices" con el que se les conocía era muy extraño, y además de asumirlas como computadoras, las tenían sexualizadas. Tras 15 meses en TRW, fue promocionada como ingeniera asalariada, la única mujer en el equipo. Previamente, había estado haciendo cálculos numéricos para el programa Gemini, el antecesor del programa Apolo.
A pesar de estar contratada, ella y su equipo no esperaban estar en control de misión. Sin embargo, Rusia estaba superando a Estados Unidos en cada paso de la carrera espacial en el que competían: primer satélite, primera persona en el espacio, primera persona en órbita sintiendo la presión. Entonces, la Nasa presionó su agenda, y Northcutt se encontró en el corazón de la acción, donde las comunicaciones y las actualizaciones podrían darse más fácilmente.
En el nuevo documental de PBS "Chasing the Moon", afirmaba que, cuando trabajaba en control de misión, se sentía como una especie de trofeo. "Era rubia, era joven, era delgada, usaba ropa de moda para mujeres". En una entrevista con la revista Time, contó que en un momento dado, se sentía observada en el trabajo. Fue durante la misión del Apolo 11. Escuchó a compañeros hablar sobre lo que se podía ver en uno de los canales de cámara del sistema interno. Ella comprobó lo que se mostraba en ese canal, la cámara estaba apuntando constantemente sobre su persona. En las salas de la NASA en 1969, dominadas por hombres que fuman cigarros, decía sentirse como en un escenario sacado de Mad Men. Aunque también afirma que fue mucho menos del sexismo que experimentaron otras mujeres, como las que relataron sus historias en el movimiento "#MeToo".
Para ella, la parte más difícil de todo su trabajo no fue el hecho de trabajar con hombres en control de misión. Fue mucho más complicado tener que lidiar con los medios de comunicación de aquella época, porque eran muy sexistas y excluyentes con las mujeres. En algunos de los periódicos de la época, se referían a ella como "la rubia en el control de la misión" o "la rosa de Texas de la NASA". En una entrevista para una emisora de la ABC, en 1968, a la que fue invitada para hablar sobre su trabajo en las misiones del Apolo, el locutor, en cambio, le preguntaba por su apariencia. También se sentía siempre muy incómoda con la gente que llegaba para ver el trabajo en la Nasa y de algún modo se sentía en shock al percatarse de que en control de misión había una mujer. Y en un trabajo de tal dificultad, esta incomodidad lo complicaba todo. Tuvo que acostumbrarse a ser la única mujer en la sala, trabajando en un campo técnico. Lo hizo durante muchos años, y aunque trabajar en la parte de control de misión era un nuevo ambiente para ella, no le era del todo desconocido y sabía muy bien en qué condiciones debía trabajar en medio de los hombres.
La atención injusta que los medios daban a su persona, fue utilizada por ella para un propósito superior, era algo con lo que se podía jugar en ambos sentidos. Para ella, era muy positivo, a pesar de todo, el mero hecho de que muchas mujeres se enteraran por primera vez de que había una mujer en control de misión. Era muy importante que las personas comprendieran que las mujeres pueden realizar esos trabajos, dedicarse a la ciencia, dedicarse a la tecnología, hacer algo que no es estereotipado.
Su despertar político fue un proceso que se inició cuando se dio cuenta de que en TRW, a sus compañeros varones se les estaba pagando horas extra mientras a ella no. Comenzó a leer artículos sobre el movimiento por los derechos de las mujeres y vio un anuncio en el periódico del 26 de agosto de 1970 acerca de la "Huelga por la igualdad de la mujer". Esta tenía lugar a media hora de viaje del centro de Houston, por lo que se tomó el día libre para participar en la manifestación. Ella no se consideraba una de las "gritonas" en el movimiento de la liberación de las mujeres, pero también sentía que en su trabajo no debería haber lugar para el sesgo de género, porque al escribir un programa de ordenador, funciona bien o no, no hay oportunidad para la subjetividad. Se volvió más consciente de estas injusticias al ir comprobando la atención que recibía como primera y única mujer en el centro de control de misión, y aumentó su conciencia de cuán limitadas eran las oportunidades para las mujeres. Reflexionó acerca del hecho de que, casi en el año 1970, y casi tocando la luna, no había más mujeres en el proceso.
A principio de los años 70, comenzó a formar parte de un pequeño grupo de mujeres políticamente activas que trabajaban en el centro espacial, estas comenzaron lo que sería un impulso exitoso en aras de mejorar los beneficios en cuanto a salud para las mujeres solteras. Por otro lado, reconocía que TRW era una empresa progresista para los tiempos que corrían y que, gracias a las peticiones de las mujeres activistas, llevó a cabo algunos cambios sin mucha resistencia activa.
Northcutt, que nunca se casó, dijo a la prensa en su día que lo único que enorgullecía a su padre era leer el anuncio de su participación en el periódico local. Se describe a sí misma como "una científica de cohetes, alguna vez abogada, activista de los derechos de las mujeres a tiempo completo".

### Ingeniería para el Programa Apolo
Después de graduarse en tres años y medio, Northcutt fue contratada en 1965 por TRW Inc., un contratista aeroespacial de la NASA, como computadora humana para el nuevo Programa Apolo. Pronto fue ascendida a ingeniera en la sala de Planificación y Análisis de Misiones del Centro de control, convirtiéndose en la primera mujer ingeniera en trabajar como parte del mismo. Al principio sintió mucha presión, por ser la única mujer en el equipo, pero con el tiempo se fue convenciendo de que ella era tan inteligente como esos hombres que trabajaban con ella. Así, consiguió trabajar sin temor con el equipo de ingenieros que diseñaron la trayectoria de regreso a la Tierra que la tripulación del Apolo 8 debía seguir. Northcutt y su equipo tenían que calcular los ángulos a los que se debían encender los propulsores y durante cúanto tiempo para asegurar que la nave estuviese en la trayectoria correcta para regresar a la Tierra, en lo que se llama como "el corredor de reentrada". Si la nave estaba fuera de ese corredor, podía llegar a quemarse.
Descubrió aspectos clave que identificaron errores en el plan antes de que fueran ejecutados. Si había algún retraso en el movimiento alrededor de la Luna que implicara el uso de más combustible del planeado, correspondía a Northcutt y a su equipo hacer cálculos in situ y cambios en el plan para asegurar el regreso seguro de los astronautas. El Apolo 8 fue la segunda nave espacial Apolo con tripulación y se convirtió en la primera misión tripulada en abandonar la órbita terrestre. Alcanzó con éxito la Luna, la orbitó y luego regresó a la Tierra a salvo el 27 de diciembre de 1968.
La atención diligente de Northcutt a los detalles ayudó a la NASA a desarrollar la ruta final que la tripulación del Apolo 8 seguiría para su vuelta a casa. Su trabajo significó muchas noches estudiando cientos de líneas de código de computadora para planificar la misión, trabajando sábados, domingos, noches, hasta estar con tanto agotamiento que iban a casa a dormir para volver y seguir trabajando. En palabras de Northcutt, podría decirse que creaban aplicaciones. El objetivo era que, en caso de emergencia, si había que abortar la misión, esta aplicación o programa era tan rápida y precisa que optimizaba todos los requerimientos de combustible. La misión Apolo 8 fue acelerada porque había un temor de que los rusos iban a llegar antes a la Luna. Como los controladores de vuelo de la NASA no estaban familiarizados con los programas del equipo de "Poppy", les invitaron a trabajar en el centro de control para ayudarles. Es como si tuvieran una nueva aplicación y aún no supieran usarla.
Aunque la trayectoria de la misión se desarrolló y se llevó a cabo meticulosamente por Northcutt y el resto de ingenieros y matemáticos de su equipo, el control de misión de la NASA esperó con anticipación a que la tripulación volviera a ver la Tierra y así, poder recuperar el contacto. Northcutt recuerda el momento describiendo como las personas de la sala no podían ni respirar, los corazones no latían, estaban en un estado de quietud y espera. La comunicación con la cápsula se restauró después de que orbitaran la Luna y la misión acabó como un gran éxito. Regresaron sanos y salvos a la Tierra el 27 de diciembre de 1968, aterrizando en el océano Pacífico Norte.
Northcutt recuerda que el objetivo no era aterrizar en la luna, y que, ateniéndose a las palabras de John Kennedy, el éxito de la misión suponía aterrizar en la luna y que la tripulación volviera de regreso. Para ella, esta fue la misión más memorable. porque fue la primera vez que la humanidad abandonaba su planeta para ir a otro cuerpo celeste.
Northcutt continuó trabajando con TRW y la NASA durante varios años más, como un miembro fundamental de algunas de las misiones más históricas de la NASA, como la del Apolo 13, uno de los momentos más importantes durante su trabajo en las misiones Apolo. Después de enterarse de la explosión del tanque de oxígeno en la misión Apolo 13, Northcutt y los otros ingenieros que desarrollaron el programa informático para que llegara a casa inmediatamente, entraron para encontrar una manera de llevar a los astronautas a casa a salvo. El alunizaje de esta misión fue abortado debido a la explosión de este tanque de oxígeno dos días después del despegue, inhabilitando el módulo de servicio, del cual dependía el módulo de mando.
El programa en el que ella trabajó se usó para calcular las maniobras para volver a la Tierra. En palabras de ella, el diseño de este programa era para un eventual aborto de la misión, aunque también se podía usar para situaciones nominales. El programa de Northcutt funcionó, y los astronautas pudieron regresar a casa sanos y salvos. Esto demostró que el programa hizo exactamente lo que estaba diseñado que hiciera, y fue un claro ejemplo de cómo deberían funcionar los sistemas de respaldo y seguridad. Fue una misión muy estresante, porque no se sabía lo que había pasado con la nave espacial. Ellos sabían que había habido una gran explosión, sabían que tenían un motor que no funcionaba, pero realmente no sabían lo que había sucedido. Northcutt y el Equipo de Operaciones de la Misión fueron galardonados con la Medalla Presidencial de la Libertad por haber encontrado la manera de regresar a salvo el Apolo 13.
Inicialmente, Northcutt no estaba en el centro de la Nasa ese día. Ya había estado en el lanzamiento, y se suponía que no tenía que entrar a trabajar hasta el día siguiente. Ella había ido a Florida para ver el lanzamiento y acababa de regresar. Se enteró porque alguien de la prensa le llamó. Un número desconocido le había hecho llamadas, estaban intentando contactar con ella en el centro aparentemente, pero no pudieron encontrar su número. Curiosamente, Jules Berkman, corresponsal de ciencia para la ABC, tenía su número.
En la película "Apolo 13" dirigida por Ron Howard en 1995, se inmortalizaba la popular frase "Houston, tenemos un problema", protagonista de esta misión. Es una práctica habitual que, en todo adaptación cinematográfica, de novelas o hechos reales, se realicen ciertos cambios para poder ser narrados de formas que se entiendan en dos horas y que, además, genere entretenimiento en el público. Uno de estos cambios se llevó injustamente por delante la figura de "Poppy" Northcutt.
Northcutt trabajó en las misiones Apolo 8, Apolo 10, Apolo 11, Apolo 12 y Apolo 13, como especialista en el cálculo de las trayectorias para la vuelta a Tierra de la tripulación. El Apolo 9 permaneció en órbita terrestre, testando los sistemas de separación y acoplaje de los módulos del comando lunar. El Apolo 17, la última misión a la Luna, aterrizó junto al "cráter Poppy", llamado así en honor a Northcutt por su trabajo como una de las primeras pioneras en el programa Apolo.
En entrevistas, ha mencionado que si tuviera que describir su trabajo a cualquier persona en un bar, tendría un respuesta muy divertida: "Soy una especialista en retorno a Tierra".

### Tras el Apolo
Al finalizar las misiones Apolo, Northcutt permaneció contratada con la empresa TRW Systems durante una década, aunque se trasladó a otros proyectos. En 1981, se graduó por la Universidad de Houston obteniendo la licenciatura en derecho. Continuó trabajando como ingeniera mientras estaba en la escuela, centrándose en las computadoras que controlaban los sistemas de energía en otros países. Para ella, era un excelente trabajo para compaginar con sus estudios de derecho, porque a las computadores no les importa cómo y a qué hora del día trabajas.
Trabajó para el fiscal de distrito en el condado de Harris, Houston. Más adelante, como secretaria de un juez de apelación federal en Alabama y, finalmente, acabó trabajando como abogada privada.

### Luchando por los Derechos de las Mujeres
Como una de las pocas mujeres que trabajan en ingeniería, Northcutt se involucró cada vez más en el Movimiento de liberación de las mujeres. Ayudó a organizar manifestaciones, huelgas, discursos, comunicados de prensa y todo lo que pudo para ayudar a la causa con la Organización Nacional de Mujeres. Habló en el Consejo de la Ciudad de Houston muchas veces, y en 1974 el alcalde de Houston la nombró la primera Defensora de la Mujer de la Ciudad. En este puesto, ayudó a aprobar una gran cantidad de leyes que mejoran la situación de las mujeres: negoció un acuerdo con el Departamento de Policía de Houston que permite que las mujeres se conviertan en agentes de policía; consiguió que el Departamento de Bomberos de Houston aceptara que las mujeres sirvieran como bomberos; también dirigió un importante estudio sobre igualdad de remuneración que abarcó toda la nómina municipal de Houston. Estaba tan dedicada a mejorar la igualdad que contó los baños de las mujeres comparándolos con los de los hombres en todo Houston, lo que ayudó a que este número llegara a la paridad.
Northcutt ayudó a aumentar drásticamente el número de mujeres que formaban parte de las juntas y comisiones designadas. Ayudó a aprobar una ley que prohibía a los hospitales acusar a las mujeres que venían a hacerse los análisis de violación. Más tarde, Northcutt se convirtió en la presidenta de todo Houston y todo Texas de la Organización Nacional de Mujeres.
Esto lo consiguió, en palabras suyas, "acosando" al futuro alcalde de Houston, Fredz Hofheinz. Northcutt y su asociación, lo estaban acosando, legalmente, porque querían que él asumiera compromisos sobre las mujeres en el Departamento de Policía, las mujeres en el Departamento de Bomberos, la igualdad de oportunidades, cosas de esa naturaleza, y en particular estaban tratando de que él asumiera compromisos sobre las mujeres, como poder patrullar en la policía. Esto lo consiguieron en la segunda campaña de Hofheinz para la alcaldía, porque la primera la perdió. Sabían que él era la persona más progresista, así que, si iban a conseguir algo, él era el único de quien obtendrían lo que querían. Por lo tanto, en cada evento de campaña en el que descubrían que él iba a ir, ellas aparecían. Intentaban estar siempre allí y siempre preguntarle sobre estos temas, querían que tuviera la sensación de que dondequiera que iba, había mujeres que querían saber qué iba a hacer con respecto a los derechos de las mujeres. Y lo consiguieron. Finalmente, Hofheinz firmó esa lista de sugerencias con la que se comprometía a hacer cosas por las mujeres.
Después de que fuera elegido como alcalde, Northcutt fue a entrevistarse para convertirse en abogada defensora de las mujeres. Piensa que fue elegida porque fue la única que entró a la entrevista con una lista de cosas que planteaba hacer en el cargo, una agenda que consistía en: mujeres en el Departamento de Policía, eliminar los requisitos de altura, abrir el Departamento de Bomberos a las mujeres, análisis de pago equitativo, disponibilidad de cuidado infantil para mujeres, beneficios en situaciones de embarazo. En definitiva, les dijo lo que pensaba que debía hacer la Defensora de Mujeres. Conseguido el cargo, los logros obtenidos para los derechos de las mujeres fueron muy importantes:
Durante este tiempo, Northcutt seguía empleada por TRW, recibiendo sólo una parte del salario para hacer frente a un préstamo y, una vez que lo liquidó, volvió a trabajar para TRW durante un tiempo. Sin embargo, creía que "si estabas haciendo tu trabajo, deberías dejar de trabajar" y, por ese motivo, se fue a Merrill Lynch, una firma de corredores de bolsa, durante un año. Después, se cambió a la división de TRW Controls y, durante este tiempo, asistió a la escuela de derecho por la noche. En 1984, se graduó summa cum laude de la Universidad de Houston Law Center, convirtiéndose en una abogada de defensa criminal. Northcutt ha continuado ejerciendo la abogacía con especial énfasis y dedicación a su lucha por los derechos civiles.

### Situación actual de los viajes espaciales
En cuanto a la situación de los viajes tripulados, opina que se necesita una mayor cooperación internacional y que debe ser objetivo volver a la Luna y posteriormente llegar a Marte, para lo cual, se necesita mejorar la capacidad tecnológica disponible.
Para ella, exploración espacial contribuyó a desarrollar tecnologías indispensables que usamos todos los días, desde teléfonos móviles hasta alimentos liofilizados. Además, hizo que mucha gente se dedicara a la ingeniería, a las matemáticas, a los programas de ciencias como resultado del programa espacial. Y aunque se siente decepcionada por los motivos por los cuales se inició la exploración espacial en vez de la búsqueda de conocimiento, piensa que fue, por otro lado, un movimiento de unión de las personas estadounidenses, y que volver a la Luna podría tener el mismo efecto hoy en día.

## Principales contribuciones
Gracias al trabajo desempeñado en TRW para las misiones Apolo, contribuyó a crear trayectorias efectivas para la vuelta a la Tierra de las tripulaciones que iban a la Luna. Ayudó a crear aplicaciones para planificar las misiones y optimizar todos los requerimientos de combustible. Y su trabajo en plenas misiones fue vital para que los astronautas pudieran volver sanos y salvos de estas misiones.
El papel de Northcutt en la NASA ayudó a allanar el camino para las mujeres ingenieras de la NASA y, finalmente, las astronautas. Cuando Sally Ride se convirtió en la primera mujer astronauta de la NASA en 1983, Northcutt había luchado por los derechos de las mujeres durante más de una década y era una figura destacada en la Organización Nacional de Mujeres. Desde entonces, hay una gran representación de mujeres en este campo, y aunque, aún no es muy común ver que se conviertan en controladoras de vuelos o directoras de vuelos, hay mujeres que han sido integradas en el grupo de astronautas, por lo que ha habido un gran progreso en ese sentido. En ese rol, Northcutt ayudó a eliminar la discriminación sexual en el departamento de bomberos local. También ayudó a aprobar una ley que ya no permitía a los hospitales del estado acusar a las mujeres que vinieron por un kit de violación. Después de eso, ella salió del foco de atención a los derechos de las mujeres y se convirtió en abogada criminal.
Luchando por los derechos de las mujeres como presidenta de la Organización Nacional de Mujeres de Texas y Houston consiguió los siguientes logros:
- Negoció un acuerdo con el jefe de policía para acordar el momento en que dejaría entrar a las mujeres. Ella creeo que la única razón por la que estuvo de acuerdo el jefe de policía es porque pensaba que las mujeres realmente no querían convertirse en policías. Y Northcutt estaba muy feliz de que él tuviera esa ilusión.
- Logró que el Departamento de Bomberos accediera a dejar que intentaran entrar las primeras mujeres.
- Realizó un gran estudio sobre la igualdad salarial que revisó toda la nómina para comparar los mismos trabajos, para mostrar exactamente lo que estaba ocurriendo con el salario de las mujeres en comparación con el salario de los hombres, y trató de conseguir algunas mejoras.
- Trató de que el Consejo pagara el control de la natalidad, pero esa era una causa desesperada. Hicieron un pequeño progreso, pero no mucho, ya que, estaban en contra de algunas cosas en términos de tratar el embarazo de la misma manera que cualquier otra discapacidad.
- Aumentaron significativamente el número de mujeres que estaban en juntas y comisiones designadas.

## Premios y reconocimientos
- Elegida presidenta de Houston NOW (Organización Nacional para Mujeres de Houston).[29]
- Elegida presidenta de Texas NOW (Organización NAcional para Mujeres de Texas).[29]
- Al celebrar los 50 años de la exitosa misión Apolo 11 a la luna, la Organización Nacional de Mujeres (NOW) honra a Frances "Poppy" Northcutt por sus contribuciones históricas a la misión espacial de los Estados Unidos, a la igualdad de género y al apoyo legal para las mujeres.[29]
- El equipo de Operaciones de la Misión Apolo 13 fueron galardonados con la Medalla Presidencial de la Libertad por haber encontrado la manera de regresar a salvo el Apolo 13.[3]
- El cráter lunar "Poppy" fue nombrado de esta manera en su honor, por su trabajo y por ser pionera en el Programa Apolo.[29]